# Вешково
Вешково (пол. Wieszkowo, нім. Wischern) — село в Польщі, у гміні Кшивінь Косцянського повіту Великопольського воєводства.
Населення — 241 особа (2011).
У 1975-1998 роках село належало до Лешненського воєводства.

## Демографія
Демографічна структура станом на 31 березня 2011 року:
|          | Загалом | Допрацездатний вік | Працездатний вік | Постпрацездатний вік |
| -------- | ------- | ------------------ | ---------------- | -------------------- |
| Чоловіки | 120     | 24                 | 88               | 8                    |
| Жінки    | 121     | 27                 | 78               | 16                   |
| Разом    | 241     | 51                 | 166              | 24                   |